# Église Saint-Paul de Saint-Paul-de-Salers
Pour les articles homonymes, voir église Saint-Paul.
L'église Saint-Paul est une église située en France sur la commune de Saint-Paul-de-Salers (Cantal), en région Auvergne-Rhône-Alpes.

## Historique
L’église présente un chœur et un chevet romans datant de la fin du XIIe siècle. La nef gothique, construite aux XIVe et XVe siècles, a été complétée aux XVe – XVIe siècles par deux chapelles latérales. En 1851, un clocher-porche de style néoclassique est ajouté. L’intérieur conserve un riche décor : peintures murales, boiseries, stalles, etc.

### Protection
L'église est inscrite au titre des monuments historiques par arrêté du 19 mai 2003.

## Description
L’église combine un chevet roman, une nef gothique voûtée en berceau continu, deux chapelles latérales voûtées d’ogives, et un clocher-porche néoclassique. L’intérieur est orné de peintures murales et de mobilier sculpté.